# 阿贝尔2199
阿贝尔2199是一个位于武仙座的星系团，其最亮团星系为cD型星系NGC 6166。 由于NGC 6166，阿贝尔2199也被定义为Bautz-Morgan I型星系。